# Уильям ле Скруп, 1-й граф Уилтшир
Уильям ле Скруп (англ. William le Scrope; ок. 1350 — 1399) — 1-й граф Уилтшир с 1397, король островов Мэн и Уайт с 1393, сподвижник короля Англии Ричарда II.

## Биография
Уильям ле Скруп был сыном Ричарда ле Скрупа, 1-го лорда Скрупа из Болтона, и Бланки де Ла Поль. Первоначально служил Джону Гонту, под командованием которого он участвовал во Франции в неудачных экспедициях в Арфлёр (1369 год) и в Гиень (1373 и 1378 годы). В 1383 году Джон Гонт назначил Уильяма сенешалем в Гаскони, однако спустя несколько лет он перешел ко двору Ричарда II, а в 1394 году стал кавалером ордена Подвязки. В 1392 году отец Уильяма, Ричард ле Скруп, купил у Уильяма Монтегю, 2-го графа Солсбери, титул короля Мэна и Уайта за 10 тысяч фунтов стерлингов, передав его сыну, Уильяму.
В значительной степени благодаря Уильяму Ричард женился на Изабелле, дочери короля Франции Карла VI, именно он охранял её в замке Виллингфорд.
В 1397 году Уильям получил титул графа Уилтшира, а в 1398 году стал лордом-казначеем. Во время отсутствия Ричарда он был главой правительства.
После захвата власти Генрихом IV Уильям ле Скруп, который был одним из трёх командующих армией, направленной против Генриха, был казнен по приказу короля без суда, его голова была выставлена на Лондонском мосту, а его владения были конфискованы.

## Брак
- 1-я жена: Элизабет, дочь Роберта, барона Типфорта
- 2-я жена: Изабелла, дочь Мориса Рассела